# Мом
Мом в древногръцката митология е бог на злословието. Син е на богинята Никта и брат на Танатос, Хипнос, Ерида, Немезида, мойрите и хесперидите и е свързан с вредните космически сили.
По съвет на Зевс, Мом предизвикал Троянска война, за да изтреби човешкия род и да облекчи бремето на земята. Мом порицал Зевс, Атина, Хефест и Посейдон за даровете, които са дали на хората. Накрая Зевс изгонил Мом от Олимп, заради неговото постоянно злословие срещу боговете.